# Vaszíliosz Bárkasz
Vaszíliosz Bárkasz (görögül: Βασίλης Μπάρκας, 1994. május 30.–), görög válogatott labdarúgó, kapus, a Celtic játékosa.

## Pályafutása

### Klubcsapatokban
Az Atrómitosz csapatában nevelkedő Vaszíliosz Bárkasz a 2013–14-es szezon elején írta alá első profi szerződését a klubbal, amelynek felnőtt csapatában 2015. május 20-án debütált egy PAÓK elleni bajnokin. 2016. januárjától lett a csapat első számú kapusa.
A 2015–16-os szezon végén az Aston Villa, az Olimbiakósz, a PAÓK és az AÉK is érdeklődött a játékos szerződtetése felől. 2016. június 9-én az AÉK-hoz írt alá.
2017. július 20-án súlyos sérülést szenvedett egy edzés során, amikor eltörte a jobb kezét. Három hónapig nem tudott pályára lépni, és hiányzott a Bajnokok Ligája 2017–18-as selejtezőiről is. November 29-én tért vissza sérüléséből, a Kallithéa elleni kupatalálkozón állt ismét csapata kapujába. Az idény során leginkább a kupatalálkozókon kapott játéklehetőséget.
2018. június 7-én szerződését 2022 nyaráig meghosszabbította a csapattal. 2018. június 22-én az athéniak az olasz Udinese Calcio hatmillió eurós átigazolási ajánlatát is visszautasították. Bárkasz teljesítményével hálálta meg a bizalmat, kulcsszerepe volt abban, hogy az AÉK a Bajnokok Ligája selejtezőjében kiejtette a skót Celticet és a MOL Vidi csapatát, majd feljutott a sorozat főtáblájára. A  2018–19-es szezonban 41 tétmérkőzésen védte csapata kapuját, ebből 22 alkalommal nem kapott gólt.
2019. augusztus 10-én a Montpellier szerződtette volna, ám az AÉK a francia klub ajánlatát is elutasította, és nyolcmillió euróban határozta meg kivásárlási árát.
2020 augusztusában ötmillió euróért cserébe a skót Celtic igazolta le. Bárkasz négy évre szóló szerződést írt alá.

### A válogatottban
2016. június 4-én hívták meg először a görög válogatott keretébe Orésztisz Karnézisz sérülése miatt. 2018. március 27-én, az Egyiptom elleni felkészülési mérkőzésen mutatkozott be a nemzeti csapatban.

## Statisztika

### Klubcsapatokban
| Klub           | Szezon         | Bajnokság      | Bajnokság     | Bajnokság | Országos kupa | Országos kupa | Nemzetközi kupa | Nemzetközi kupa | Egyéb         | Egyéb | Összesen      | Összesen |
| Klub           | Szezon         | Bajnokság      | Pályára lépés | Gól       | Pályára lépés | Gól           | Pályára lépés   | Gól             | Pályára lépés | Gól   | Pályára lépés | Gól      |
| -------------- | -------------- | -------------- | ------------- | --------- | ------------- | ------------- | --------------- | --------------- | ------------- | ----- | ------------- | -------- |
| Atrómitosz     | 2014–15        | Superleague    | 1             | 0         | 0             | 0             | —               | —               | —             | —     | 1             | 0        |
| Atrómitosz     | 2015–16        | Superleague    | 12            | 0         | 8             | 0             | —               | —               | —             | —     | 20            | 0        |
| Atrómitosz     | Összesen       | Összesen       | 13            | 0         | 8             | 0             | —               | —               | —             | —     | 21            | 0        |
| AÉK            | 2016–17        | Superleague    | 21            | 0         | 1             | 0             | 0               | 0               | —             | —     | 22            | 0        |
| AÉK            | 2017–18        | Superleague    | 5             | 0         | 8             | 0             | 2               | 0               | —             | —     | 15            | 0        |
| AÉK            | 2018–19        | Superleague    | 26            | 0         | 5             | 0             | 10              | 0               | —             | —     | 41            | 0        |
| AÉK            | 2019–20        | Superleague    | 20            | 0         | 0             | 0             | 4               | 0               | —             | —     | 24            | 0        |
| AÉK            | Összesen       | Összesen       | 72            | 0         | 14            | 0             | 16              | 0               | —             | —     | 102           | 0        |
| Karrier összes | Karrier összes | Karrier összes | 85            | 0         | 22            | 0             | 16              | 0               | 0             | 0     | 123           | 0        |

## Sikerei, díjai
- AÉK
  - Görög bajnok: 2017–18

- Celtic
  - Skót bajnok: 2021–22
  - Skót kupa: 2019–20[12]